# HD 76595
HD 76595，又名BD+36 1889，SAO 61161、HR 3566，是一颗恒星，视星等为6.51，位于銀經187.63，銀緯40.29，其B1900.0坐标为赤經8h 52m 10s，赤緯+36° 40.29′ 18″。